# Баних, Фёдор Карлович
Фёдор Карлович Баних (18 июня 1847 — после 1917) — русский судебный деятель, сенатор.

## Биография
Православный. Из потомственных дворян Курской губернии.
В 1871 году окончил юридический факультет Московского университета со званием действительного студента.
По окончании университета поступил на службу кандидатом на судебные должности при Саратовской судебной палате, где и прошел последовательно все младшие должности. В 1875 году был назначен членом Изюмского окружного суда, где пробыл несколько месяцев, а затем был переведен на ту же должность в Царство Польское. Затем последовательно занимал должности: товарища председателя Седлецкого окружного суда, члена Варшавской судебной палаты, председателя Петроковского, а затем Варшавского окружных судов и, наконец, председателя департамента Варшавской судебной палаты. 1 января 1904 года произведен в тайные советники.
14 марта 1907 года назначен сенатором, присутствующим в Гражданском кассационном департаменте Правительствующего Сената.
Судьба после 1917 года неизвестна.

## Семья
С 30 июня 1871 года был женат на Ольге Александровне Данилевской (1846—?). Их дочь:
- Ольга (1874—?), замужем за статским советником Константином Карловичем Штральборн.

## Награды
- Орден Святого Станислава 1-й ст. (1896)
- Орден Святой Анны 1-й ст. (1901)
- Орден Святого Владимира 2-й ст. (1906)
- Орден Белого Орла (1911)
- Орден Святого Александра Невского (1914)